# Santuario di Santa Maria di Portosalvo
Il santuario di Santa Maria di Portosalvo è un edificio religioso di Pozzallo, in provincia di Ragusa.
Alla parrocchia è annessa anche la chiesa di Santa Maria della Fiducia, sita nella periferia della città.

## Storia
La chiesa fu costruita nel 1746 su uno sperone di roccia adiacente al mare dai primi abitanti che si stanziarono a Pozzallo, prevalentemente pescatori e marinai. Nel 1822 il commerciante campano Vincenzo Falanca, sopravvissuto in modo fortunoso ad un naufragio riuscendo a trovare riparo in una rada nei pressi della chiesa, decise di donare alla cittadina una statua lignea di Maria Addolorata, opera dello scultore napoletano Francesco Verzella, che è stata collocata nell'altare maggiore. Inizialmente dipendente dalla Parrocchia di San Pietro di Modica, venne elevata a parrocchia separata il 30 gennaio 1886 dal vescovo di Noto Giovanni Blandini e contestualmente intitolata a San Giuseppe, che diventò il primo patrono di Pozzallo.
La struttura venne pesantemente danneggiata durante la seconda guerra mondiale, fu sconsacrata in occasione del restauro, finanziato dalle offerte della principale famiglia borghese della zona, gli Avitabile, e venne riaperta il 15 ottobre 1951, con l'intitolazione alla Madonna di Porto Salvo. Negli anni sessanta sono stati costruiti il campanile e la facciata nord; sono state inoltre aggiunte le due navate laterali e fu annesso alla chiesa un salone per gli eventi parrocchiali. Alla fine degli anni ottanta ha avuto luogo un nuovo restauro della facciata neoclassica, che ha portato all'eliminazione delle vetrate e alla copertura degli affreschi della navata centrale. Il penultimo restauro, avvenuto nel 2007, ha comportato la demolizione del campanile e del salone parrocchiale e l'edificazione della facciata nord in stile moderno; all'interno sono stati costruiti la cantoria, il tetto in legno (come lo era nella chiesa settecentesca originaria) e l'altare con doppio ambone, come previsto dalle norme del Concilio Vaticano II; è stata inoltre ampliata ulteriormente la navata di sinistra. L'ultimo restauro è avvenuto nella primavera del 2022, con un parziale rifacimento della facciata nord.
Il 15 settembre 2022, in occasione del bicentenario della donazione della statua dell'Addolorata, la parrocchia è stata elevata al rango di santuario dal vescovo di Noto, Antonio Staglianò, che ha dato inizio ad un anno giubilare conclusosi il 15 settembre 2023.

## Descrizione
La chiesa sorge su una piazzetta nel primo tratto della via Rapisardi, esattamente accanto alla spiaggia e alla Torre Cabrera.
Sono presenti due facciate: quella originaria, in stile classico, e quella in stile moderno.
La chiesa è divisa in tre navate (due laterali ed una centrale). Nelle navate laterali sono presenti numerosi dipinti, a opera di Valente Assenza. La statua più importante è quella dell'Addolorata, opera in legno dello scultore Francesco Verzella. Altre opere di interesse sono l'altare maggiore, di Antonino Assenza, e il fonte battesimale, datato 1770, di Stefano Calabrese.

## Galleria d'immagini

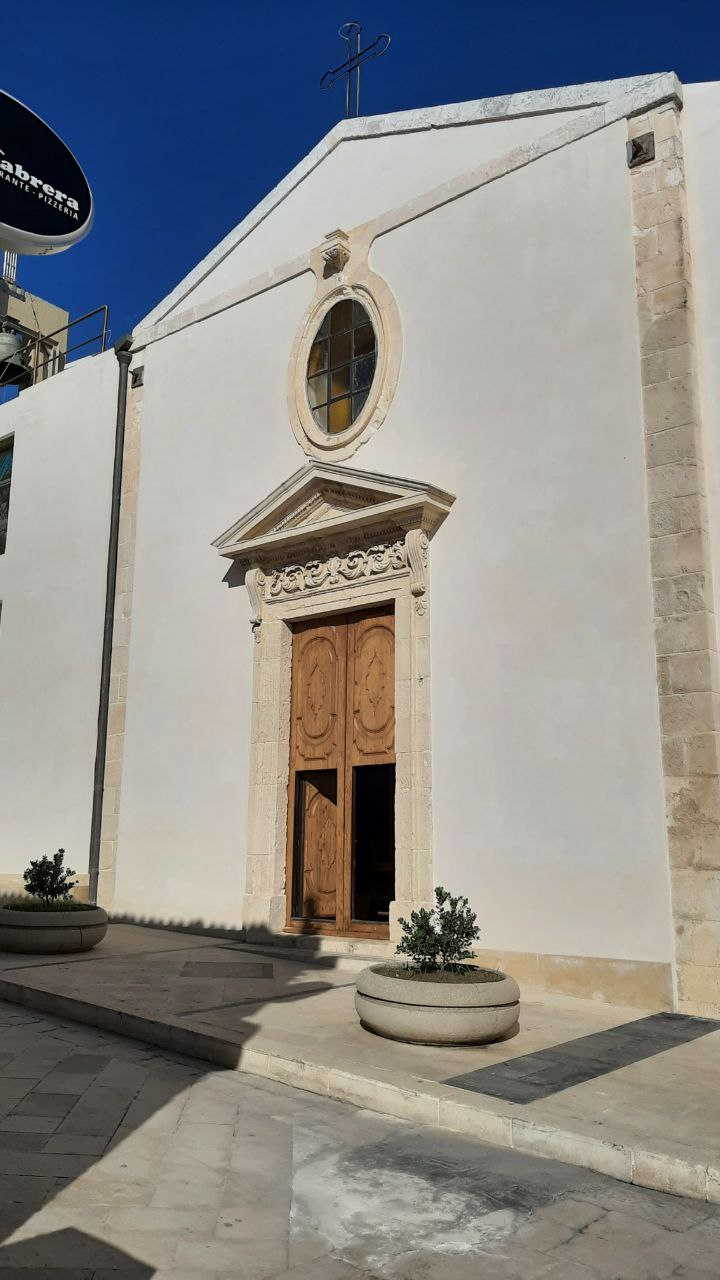
Facciata principale del santuario
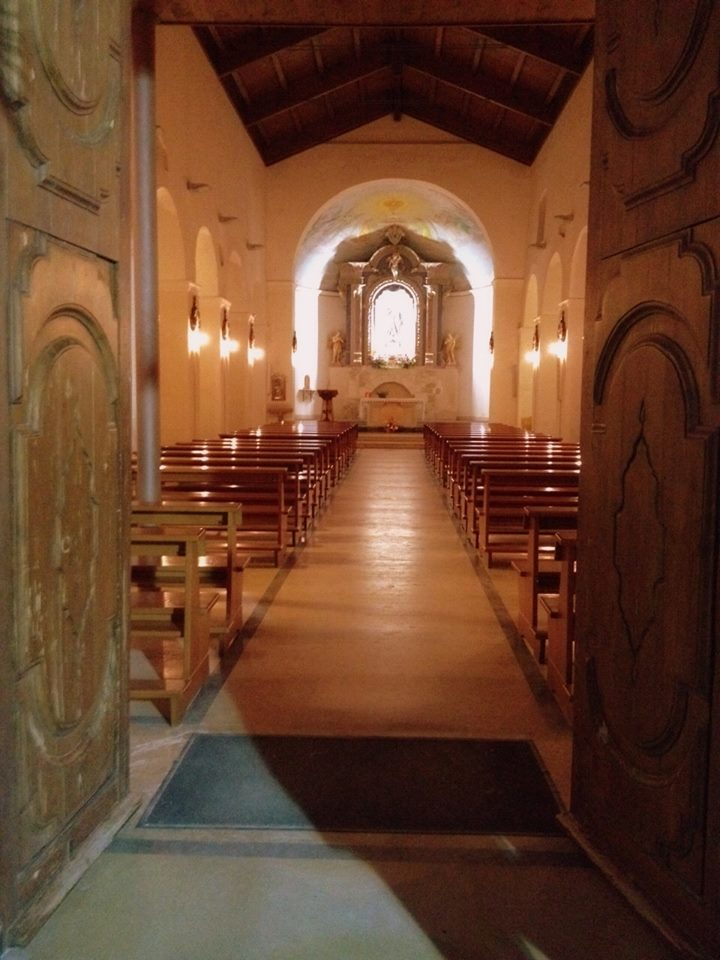
Navata centrale
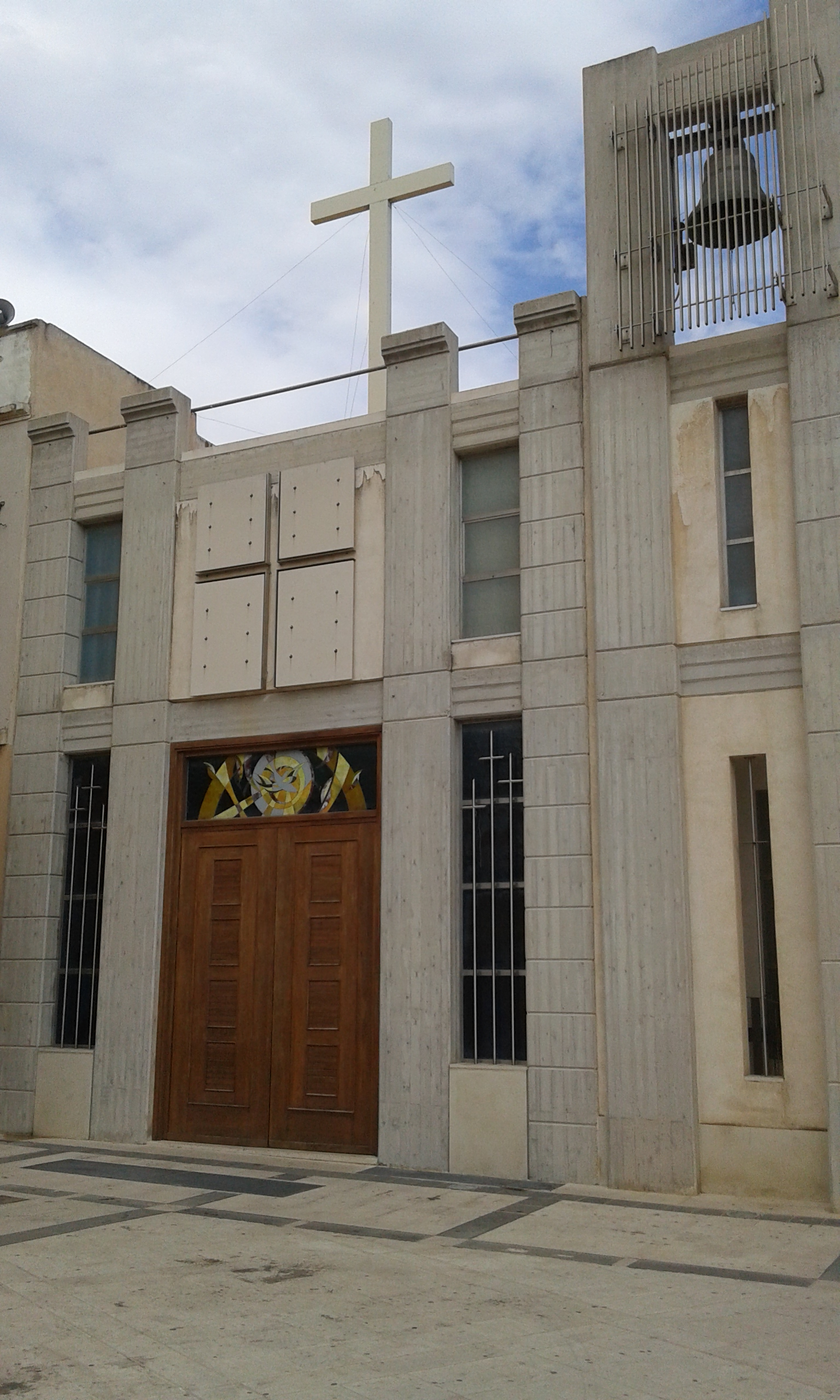
Facciata nord come appariva tra il 2007 e il 2022
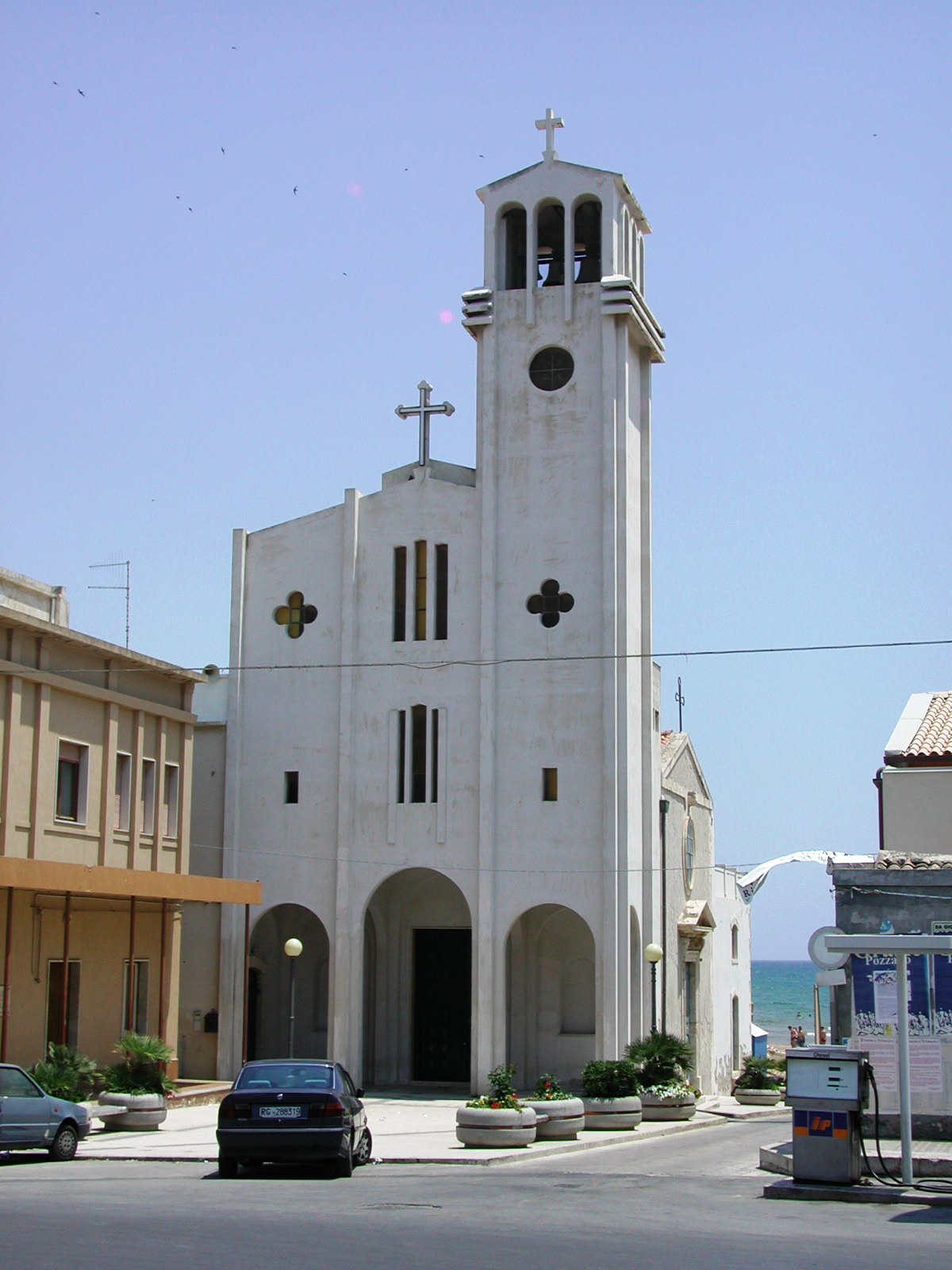
Facciata nord negli anni Novanta, prima della demolizione del campanile e della facciata
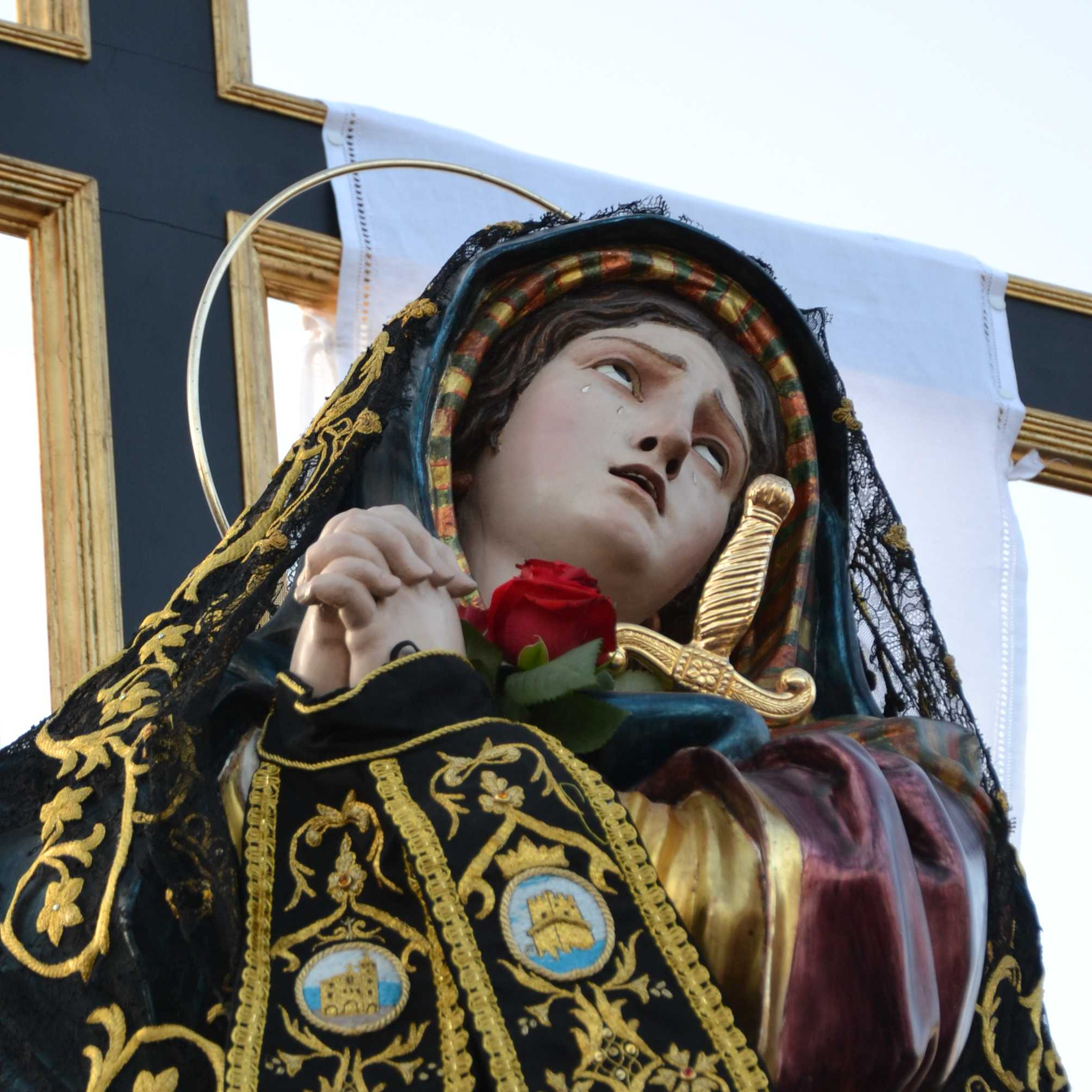
Dettaglio della statua della Vergine Addolorata
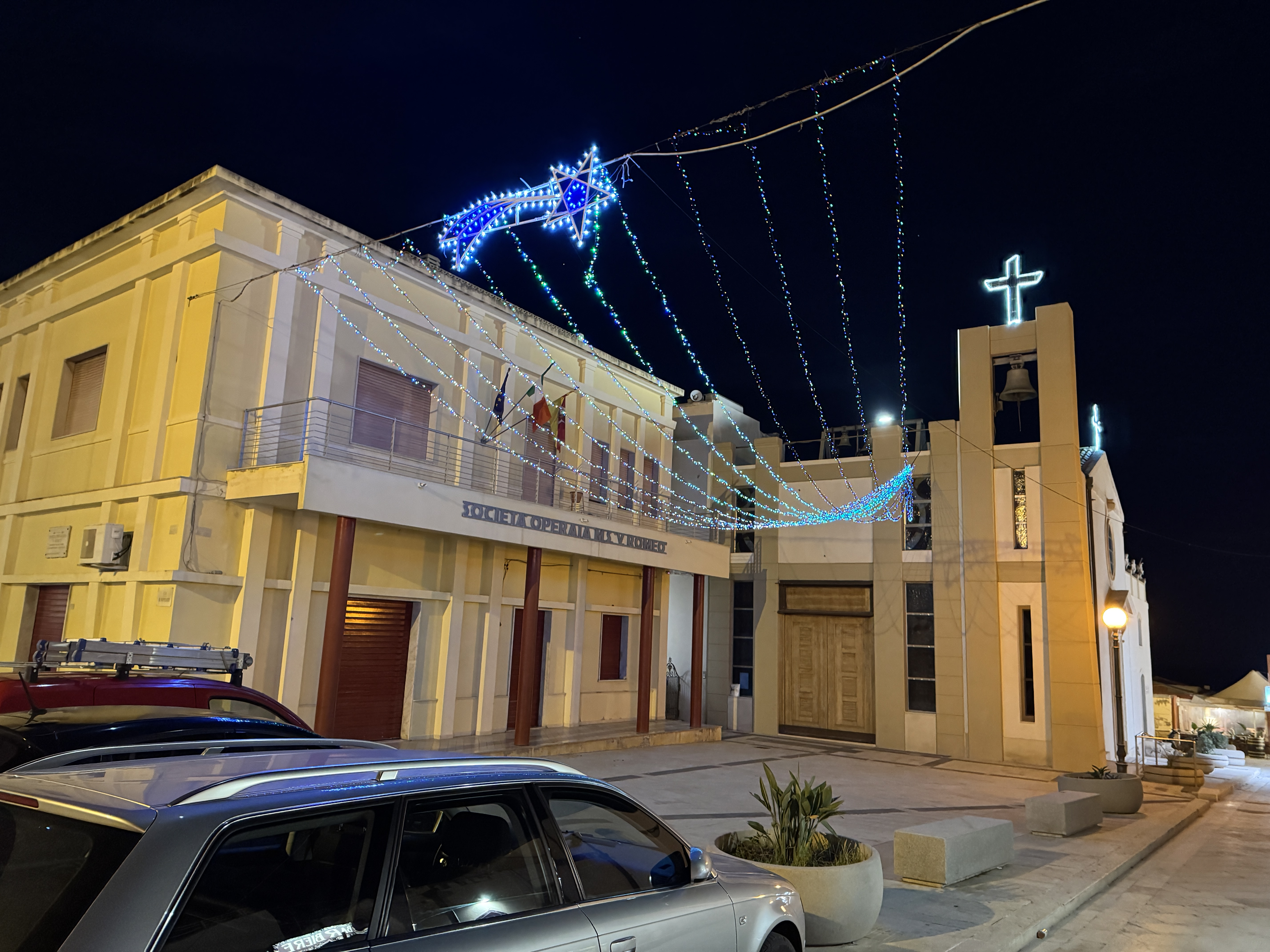
Veduta serale della piazzetta antistante il santuario